# Priesthood
Priesthood to trzeci studyjny album amerykańskiego rapera Killah Priesta członka Sunz of Man wydany 10 lipca 2001 roku nakładem wytwórni Proverbs.

## Lista utworów
Opracowano na podstawie źródła.
1. "Intro (Blackball Me)"
2. "Madness" (gośc. Ty-N)
3. "My Hood"
4. "Horsemen Talk" (gośc. The HRSMN)
5. "Come with Me" (gośc. George Clinton)
6. "Royal Priesthood"
7. "Crime Storiest (Interlude)"
8. "Witness the King"
9. "Heat of the Moment"
10. "C U When I Get There"
11. "The One" (gośc. George Clinton)
12. "Thug Revelations" (gośc. Maccabeez)
13. "My Life"
14. "Places Where Pharaohs Go (Interlude)"
15. "The Law" (gośc. Luminati)
16. "Theme Song"